# Bechara El Khoury

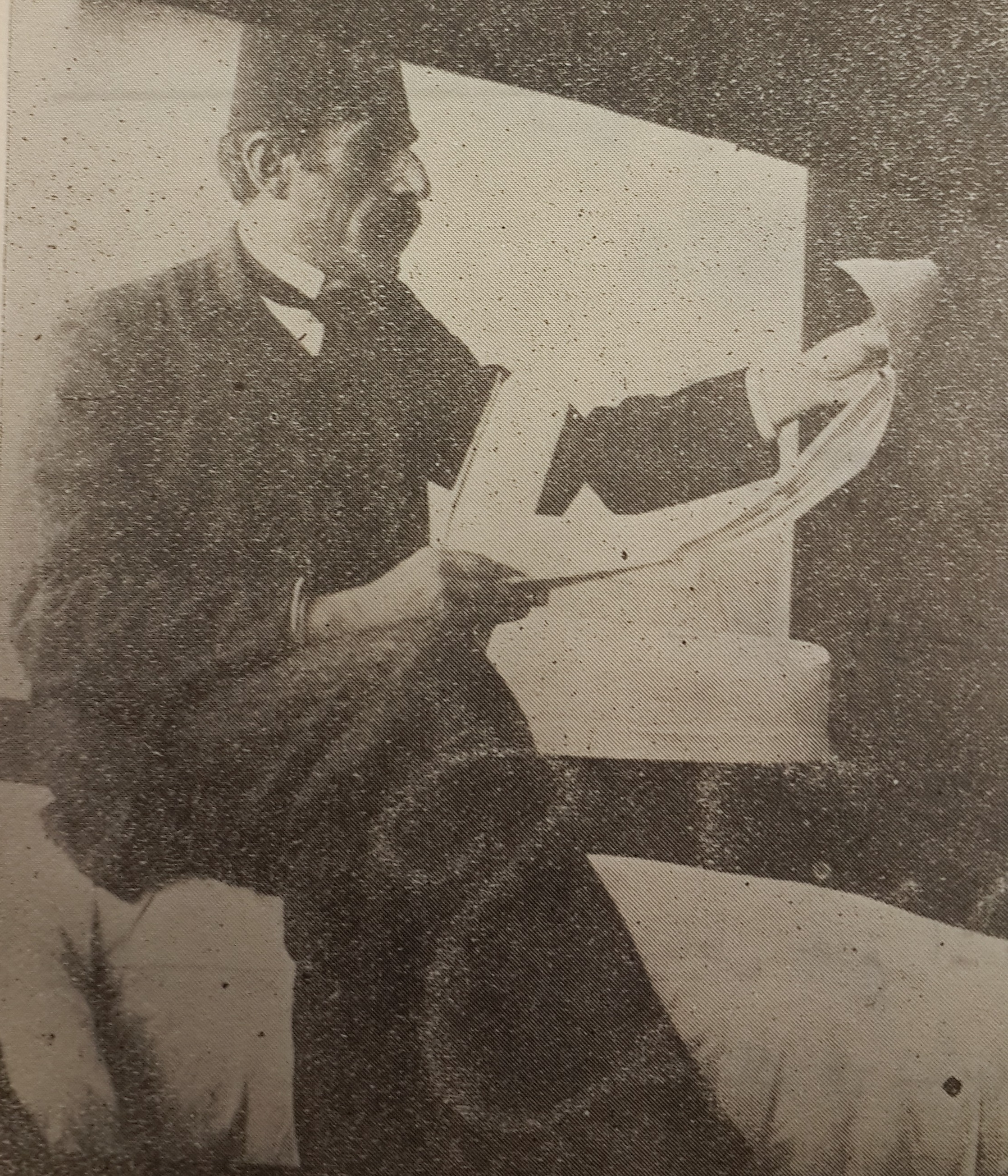
Sheikh Khalil El Khoury, cha của Sheikh Bechara El Khoury, trong một bức ảnh chụp vào thế kỷ 19

Bechara El Khoury (sinh 10 tháng 8 năm 1890 tại Rechmaya — mất 01 tháng 1 năm 1964)  (tiếng Ả Rập: بشارة الخوري) là tổng thống đầu tiên của Liban sau độc lập từ 21 tháng 9 năm 1943 đến 18 tháng 9 năm 1952, còn có 11 ngày gián đoạn nhiệm kỳ do người Pháp cho Émile Eddé ngồi vào ghế tổng thống (11-22 tháng 11 năm 1943). Trước đó ông từng làm thủ tướng hai lần trong thời gian ngắn, từ 5 tháng 5 năm 1927 đến 10 tháng 8 năm 1928 và từ 9 tháng 5 đến 11 tháng 10 năm 1929.

## Thời thơ ấu và giáo dục
Bechara El Khoury sinh tại Rechmaya. Ông là con của một cặp vợ chồng theo đạo Công giáo Maronite sinh sống trong thành phố tỉnh Aley tại vùng tự quản Liban, sinh ngày 10.8.1890. Ông học ngành luật.

## Sự nghiệp chính trị
Khoury thành lập Khối Lập hiến và từng là bộ trưởng nội các trước khi được bầu làm tổng thống ngày 21 tháng 9 năm 1943. Ông là một người theo chủ nghĩa dân tộc và mạnh mẽ phản đối việc Pháp ủy trị cho Liban. Ngày 11 tháng 11 năm 1943, ông bị quân Pháp quốc Tự do giam trong tháp Rashaya mười một ngày, cùng với Riad Al Solh (thủ tướng sau này), Pierre Gemayel, Camille Chamoun, và nhiều nhân vật khác, những người này đã nắm quyền sau độc lập.
Các cuộc biểu tình rất lớn buộc lực lượng Pháp phải trả lại tự do cho các tù nhân, bao gồm Khoury vào ngày 22 tháng 11 năm 1943, sau này được chọn làm ngày quốc khánh của Liban.
Khoury cũng được biết đến vì đóng góp một phần vào Hiệp ước Quốc gia, một thỏa thuận giữa các nhà lãnh đạo Kitô giáo và Hồi giáo của Liban, tạo cơ sở cho cấu trúc hiến pháp ngày nay, mặc dù nó không được nhắc đến trong hiến pháp cho đến hiệp định Taif năm 1989. Trong hiệp ước, phe Kitô hữu chấp nhận "bộ mặt Ả Rập" của Liban và đồng ý không tìm kiếm sự bảo vệ của Pháp, phe Hồi giáo đồng ý chấp nhận nhà nước Liban trong lãnh thổ hiện tại của nó và hứa sẽ không thống nhất với Syria láng giềng. Hiệp ước cũng phân bổ các ghế trong nghị viện theo tỉ lệ 6 Kitô hữu trên 5 Hồi giáo, dựa trên cuộc điều tra dân số năm 1932 (điều này đã được sửa đổi để hai tôn giáo có số ghế như nhau trong nghị viện). Quan trọng nhất, ba chức vụ thực thi hiến pháp chính (Tổng thống, Thủ tướng, Chủ tịch Nghị viện) được trao cho các tín đồ Công giáo Maronite, Hồi giáo Sunni, và Hồi giáo Shi'a, ba tôn giáo lớn nhất ở Liban.

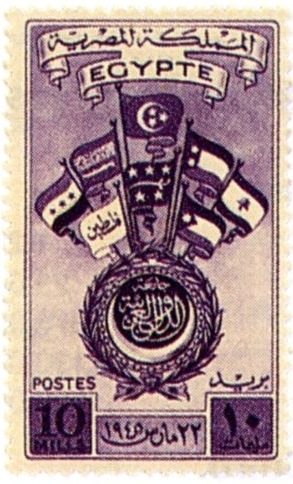
Tem kỷ niệm thành lập của Liên đoàn Ả Rập. Bao gồm quốc kỳ của 8 quốc gia thành lập: Vương quốc Ai Cập, Vương quốc Ả Rập Saudi, Vương quốc Yemen, Vương quốc Hashimite của Syria, Vương quốc Hashimite Iraq, Vương quốc Hashimite Jordan, Cộng hòa Liban và Palestine

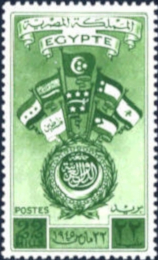
Tem kỷ niệm thành lập của Liên đoàn Ả Rập. Bao gồm quốc kỳ của 8 quốc gia thành lập: Vương quốc Ai Cập, Vương quốc Ả Rập Saudi, Vương quốc Yemen, Vương quốc Hashimite của Syria, Vương quốc Hashimite Iraq, Vương quốc Hashimite Jordan, Cộng hòa Liban và Palestine

Thời kỳ Khoury làm tổng thống được đánh dấu sự tăng trưởng kinh tế to lớn, nhưng chiến tranh Ả Rập-Israel 1948 (Liban tham gia bên phe Ả Rập) khiến nền kinh tế Liban căng thẳng với chi phí tài chính và 100.000 người tị nạn từ Palestine. Những nhân tố này, cùng với sự nghi ngờ tham nhũng trong chính quyền Khoury, đã khơi mào cho những cuộc biểu tình lớn buộc ông phải từ chức vào ngày 18 tháng 9 năm 1952. Người kế nhiệm ông là Camille Chamoun, mặc dù trên thực tế Fuad Chehab đã kế nhiệm Khoury.